# Rhinocyllus
Rhinocyllus là chi bọ cánh cứng nhỏ trong họ Curculionidae. Hiện tại, đã ghi nhận được 4 loài trong chi này. The genus's sister group is Bangasternus.

## Các loài
- Rhinocyllus conicus